# هيلينغدون (محطة مترو أنفاق لندن)
هيلينغدون (بالإنجليزية: Hillingdon)‏ هي إحدى محطات مترو أنفاق لندن. تقع على خط ميتروبوليتان وبيكاديلي أفتتحت في المنطقة (Zone) رقم 6 أفتتحت في 4 يوليو 1904 تغيير الموقع 29 يونيو 1992.